# روبرت إف. ترافيس
روبرت إف. ترافيس (بالإنجليزية: Robert F. Travis)‏ هو ضابط أمريكي، ولد في 26 ديسمبر 1904 في سافانا في الولايات المتحدة، وتوفي في 5 أغسطس 1950 في Travis Air Force Base ‏ في الولايات المتحدة.